# Dotwin

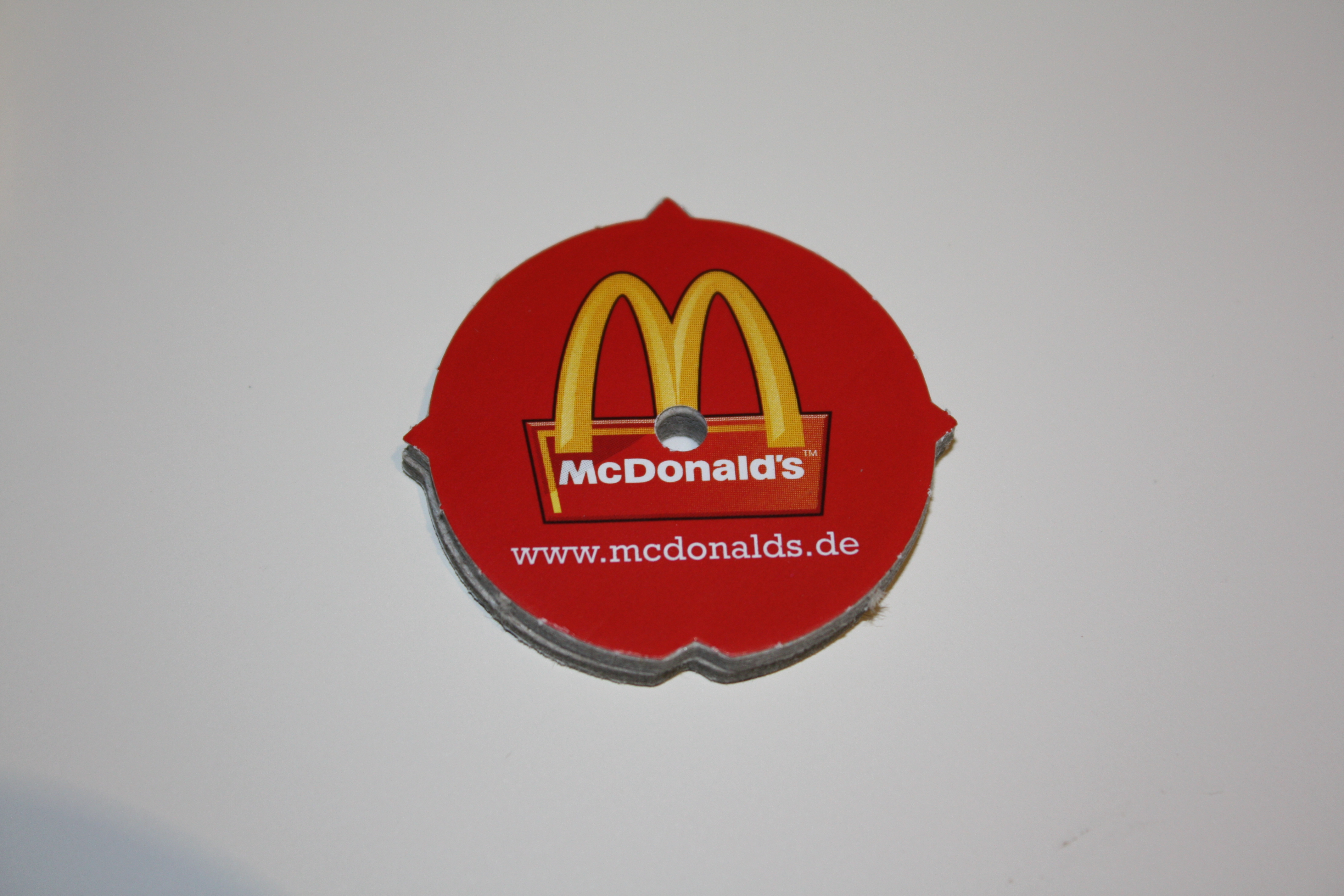
Dotwin des Werbepartners McDonald’s

Der Dotwin (Doppelbedeutung: von engl. dot ‚Punkt‘ und to win ‚gewinnen‘ und Abkürzung für ‚Digital Optical Transmitter Wireless Intelligent Navigation.‘) war eine kleine kreisförmige Pappscheibe, die die Zeitung Bild, T-D1, McDonald’s, Deutsche Bank 24, Shell und der Fernsehsender ProSieben im Jahr 2001 für ein Gewinnspiel verteilten. Ein Jahr später startete auch SAT.1 eine Dotwin-Aktion.
Entwickelt und vermarktet wurde es von Thomas Hohenacker und seinem Unternehmen tvmiles.

## Erscheinung
Die Dotwin-Werbefigur war eine (fliegende) rote Kugel mit Augen und Mund. Der „reale“ Dotwin hatte etwa den Durchmesser eines Fünf-Mark-Stückes und war etwa 3 mm dick. Die Oberfläche war mit Sponsoren-Logos bedruckt. Als Slogan wurde „Bring mich zum Licht!“ eingeführt, was die Funktion veranschaulichen sollte.
Zur Fußball-Weltmeisterschaft im Jahr 2002 startete auch SAT.1 die Aktion. Hier waren die Dotwins nicht mehr rot, sondern hatten das Markenzeichen von SAT.1, den bunten Ball als Erscheinungsbild. Der Slogan lautete nun „Rechts oben ins Eck!“

## Zweck und Funktion
Die Scheibe berechtigte zu einer Teilnahme an einem Gewinnspiel mit dem Hauptgewinn von 100.000 Deutsche Mark (2001 auf ProSieben) und 250.000 Euro (2002 auf SAT.1) unter der Bedingung, dass der Fernsehzuschauer während der entsprechenden Sendung nicht wegschalten durfte. Während der Sendung wurde an der Stelle des Fernsehbildes, an der der Dotwin aufgeklebt werden musste (auf ProSieben oben links, auf SAT.1 oben rechts), ständig eine Fläche mit roter Farbe eingeblendet. In den Dotwins befand sich ein schwach empfindlicher fotografischer Film, aufgeteilt auf sechs Segmente, der durch ein helles, sendungsspezifisches Muster auf dieser Fläche vom Fernseher langzeitbelichtet wurde. Am Ende war auf dem Film, der durch die Löcher auf der Rückseite sichtbar war, eine Veränderung zu erkennen, die bestätigen sollte, dass die Sendung verfolgt wurde. Somit wurde der Dotwin gültig.

## Kritik
Die Dotwins wurden in dreierlei Hinsicht kritisiert. Zum einen konnte der Mechanismus durch direkte Belichtung ebenfalls aktiviert werden, womit die entsprechenden Sendungen nicht angesehen werden mussten. Zum anderen gab es Hoax-Meldungen, die Dotwins hätten eine Spionage-Funktion. Dabei sollte durch einen im Inneren eingearbeiteten Chip Informationen über das Publikum gesammelt werden. Es ließ sich jedoch kein Chip in den Dotwins nachweisen.
Außerdem wurden schließlich die Fernsehsendungen, bei denen der Dotwin eingeblendet wurde, als wenig anspruchsvoll erachtet.